# Ерёмина Гора (Новгородская область)
Ерёмина Гора́ — деревня в Валдайском районе Новгородской области. Входит в состав Яжелбицкого сельского поселения.

## География
Деревня находится на берегу озера Мелкое, на расстоянии 10 км к западу от города Валдай, административного центра района.

### Часовой пояс
Деревня Ерёмина Гора, как и вся Новгородская область, находится в часовой зоне МСК (московское время). Смещение применяемого времени относительно UTC составляет +3:00.

## Население
| 2010 |
| ---- |
| 2    |

## Инфраструктура
В деревне расположена одноимённая база отдыха.